# Garth Butcher
Garth Butcher (* 8. Januar 1963 in Regina, Saskatchewan) ist ein ehemaliger kanadischer Eishockeyspieler, der von 1981 bis 1995 für die Vancouver Canucks, St. Louis Blues, Québec Nordiques und Toronto Maple Leafs in der National Hockey League gespielt hat.

## Karriere
Garth Butcher begann seine Karriere als Eishockeyspieler bei den Regina Blues, für die er in der Saison 1979/80 in der Saskatchewan Junior Hockey League spielte. Anschließend war er bis 1982 für die Regina Pats aus der Western Hockey League aktiv. In dieser Zeit wurde er im NHL Entry Draft 1981 in der ersten Runde als insgesamt zehnter Spieler von den Vancouver Canucks ausgewählt. Nachdem Butcher in der Saison 1981/82 zunächst weiter für die Pats gespielt hatte, gab er zudem sein Debüt in der National Hockey League für Vancouver, für das er zehn Jahre lang spielte, ehe er am 5. März 1991 zu den St. Louis Blues transferiert wurde, für die er drei Jahre lang auf dem Eis stand, bis er im Januar 1994 an die Québec Nordiques abgegeben wurde. Bereits am Saisonende ließen diese Butcher allerdings schon wieder ziehen und gaben ihn an die Toronto Maple Leafs ab, bei denen er nach der Saison 1994/95 seine Karriere beendete.

### International
Mit der kanadischen Nationalmannschaft gewann Garth Butcher 1982 die Goldmedaille bei der Junioren-Weltmeisterschaft. Zudem nahm er 1992 an der A-Weltmeisterschaft teil.

## Erfolge und Auszeichnungen
- 1981 WHL First All-Star Team
- 1982 WHL First All-Star Team
- 1982 Goldmedaille bei der Junioren-Weltmeisterschaft
- 1993 Teilnahme am NHL All-Star Game